# 4-Thiouridin
4-Thiouridin ist eine chemische Verbindung aus der Gruppe der Uridine. Es ist ein seltenes Nucleosid, das die schwefelhaltige Base 4-Thiouracil enthält.

## Vorkommen
Die Verbindung ist ein Bestandteil mehrerer Transfer-RNAs. Sie wurde in Escherichia coli entdeckt.

## Eigenschaften
4-Thiouridin ist ein kristalliner gelber Feststoff, der löslich in Wasser und Methanol ist. Er besitzt eine monokline Kristallstruktur mit der Raumgruppe C2 (Raumgruppen-Nr. 5).

## Verwendung
4-Thiouridin ist eine Thionukleobase, die als Antisense-Mittel und für die RNA-Analyse, einschließlich RNA-RNA-Querkopplung und RNA-Markierung, verwendet wird. Es ist ein photoreaktives (vernetzendes) Uridinanalogon, das bei der Phosphorylierung zu 4-thioUTP in RNA-Strukturen eingebaut werden kann. Die Verbindung kann verwendet werden, um die Spezifität und Kinetik von Uridin-Cytidin-Kinasen zu untersuchen, und wird typischerweise verwendet, um Oligos zu modifizieren, die für RNA- oder RNA-Protein-Strukturstudien vorgesehen sind. Ein 4-thio-rU modifiziertes RNA-Pentamer wurde verwendet, um den Effekt dieser Modifikation auf die Codon-Anticodon-Interaktion zu untersuchen, wenn sie sich in der Wobbleposition der tRNA befindet.